# 視界因子
在辐射热傳中，視界因子（view factor）{\displaystyle F_{A\rightarrow B}} 定義為從表面{\displaystyle A}離開的辐射中，碰到表面{\displaystyle B}的比例 。在比較複雜的情境中，離開任一表面{\displaystyle A}的辐射可能到達許多不同的平面，可以分為許多平面或平面區段計算後再相加。有时也称为配置因数（configuration factors），形状因数（form factors），角度因数（angle factors）或形状因数（shape factors）。

## 物理定義

### 視界因子的總和
由于離開表面的總辐射是守恆的，因此来自给定表面的所有视图因子之和， {\displaystyle S_{i}} 總合為1：
（1）{\displaystyle \sum _{j=1}^{n}{F_{S_{i}\rightarrow S_{j}}}=1}
例如，考虑一种情况，其中兩個表面A和B漂浮在空腔C之中。离开A的所有辐射都必須撞擊B或C ，或者如果A是凹面的，則可能会撞击A自己本身。离开A的辐射的100％可被分為到達A ， B和C三部分。
当考虑到達目标表面的辐射时，經常會出令人感到困惑。在這种情况下，将視界因子相加通常是没有意義的，因为来自A的視界因子和来自B的視界因子分母都是不同的。 C可能会看到A的10％辐射， B的50％的辐射以及C的20％的辐射，但是在不知道每个辐射有多少辐射的情况下，说C接收到80％的總辐射並没有太大的物理意義。

### 自視表面
對於凸表面，没有辐射會在離開表面後撞击自己本身，因为輻射沿直線傳播。因此，對於凸面， {\displaystyle F_{A\rightarrow A}=0}
對於凹面，这法則不適用，因此對於凹面{\displaystyle F_{A\rightarrow A}>0}

### 疊加法則
當某些複雜的幾何圖形使得既有的計算公式不可用時，疊加法則很有用。疊加法則使我们能够使用已知幾何形狀的相加或相減来找出要複雜幾何形狀的視界因子。這個過程現在多由電腦進行。
（2）{\displaystyle F_{1\rightarrow (2,3)}=F_{1\rightarrow 2}+F_{1\rightarrow 3}} 

### 交互性
視界因子的交互性定理表示，在已知{\displaystyle F_{A\rightarrow B}}可以利用两个表面的面积{\displaystyle A_{A}}和{\displaystyle A_{B}} 來計算{\displaystyle F_{B\rightarrow A}}
（3）{\displaystyle A_{A}F_{A\rightarrow B}=A_{B}F_{B\rightarrow A}}

### 不同表面的視界因子
两个微小面積的視界因子{\displaystyle {\hbox{d}}A_{1}}和{\displaystyle {\hbox{d}}A_{2}}距離s可由下式計算：
（4）{\displaystyle dF_{1\rightarrow 2}={\frac {\cos \theta _{1}\cos \theta _{2}}{\pi s^{2}}}{\hbox{d}}A_{2}}
{\displaystyle \theta _{1}}和{\displaystyle \theta _{2}}是表面法線與兩個兩者之間的光線之間的角度。積分式（4）可得從表面{\displaystyle A_{1}}到另一个表面{\displaystyle A_{2}}的視界因子：
（5）{\displaystyle F_{1\rightarrow 2}={\frac {1}{A_{1}}}\int _{A_{1}}\int _{A_{2}}{\frac {\cos \theta _{1}\cos \theta _{2}}{\pi s^{2}}}\,{\hbox{d}}A_{2}\,{\hbox{d}}A_{1}}

## 應用

### 天空可視因數
天空可視因數 （英文：The sky view factor，SVF）表示從地面可見的天空比例，表示平面接收的日射量有密切關係。 天空可視因數是介於0到1之間的無因次數，當其值為1表示天空是完全可見的，例如在平原中央。 當測量點周圍有建築物或樹木時，將導致SVF按比例減少。常見於都市峽谷。